# Przekształcenia własnościowe
Przekształcenia własnościowe – ogół procesów dotyczących zmiany formy własności. Termin używany najczęściej w stosunku do przedsiębiorstw i nieruchomości.
W przypadku przekazania własności państwowej osobom prywatnym mówimy o prywatyzacji, a w odwrotnym przypadku o nacjonalizacji. Dodatkowo do tego można dodać przekształcenia, których nie można ze względu na ich istotę zaliczyć do żadnego z wyżej wymienionych procesów. Są to:
- komunalizacja – przekazanie własności podmiotów prywatnych (osób prawnych bądź fizycznych) albo własności Skarbu Państwa jednostkom samorządu terytorialnego;
- komercjalizacja – przekształcenie przedsiębiorstwa państwowego w jednoosobową spółkę Skarbu Państwa. Zmiana formy gospodarowania nie pociąga tu za sobą zmiany właściciela, a ma na celu przekształcenie w podmioty rynkowe przez zasadnicze zmiany systemu zarządzania i może być etapem pośrednim przed prywatyzacją.

W przypadku przeprowadzonej po II wojnie światowej w krajach komunistycznych kolektywizacji rolnictwa możemy mówić o nacjonalizacji ukrytej pod pretekstem tworzenia spółdzielni rolniczych (spółdzielnie nosiły niektóre znamiona własności prywatnej, ale zawsze – także pod względem formalno-prawnym – traktowane jednak były jako tzw. jednostki gospodarki uspołecznionej).
Przekazanie praw własności można przeprowadzić przy zastosowaniu następujących metod:
- publiczna sprzedaż akcji,
- umowa menedżerska,
- sprzedaż całości przedsiębiorstwa jednemu lub grupie inwestorów,
- prawna likwidacja przedsiębiorstwa i sprzedaż jego majątku,
- podział przedsiębiorstwa, a następnie sprzedaż jego poszczególnych części,
- modyfikacja charakteru przedsiębiorstwa z państwowego na prywatno-państwowe bądź państwowo-prywatne,
- wykup przedsiębiorstwa przez zarząd,
- akcjonariat pracowniczy,
- komercjalizacja przedsiębiorstw państwowych,
- emisja bezpłatnych bonów prywatyzacyjnych.

## Przekształcenia własnościowe w Polsce po 1989 r.
W latach 1990–2015 przekształceniami własnościowymi objęto w Polsce 6003 przedsiębiorstwa państwowe, w tym:
- skomercjalizowano 1756 przedsiębiorstw państwowych (29,25% przekształconych przedsiębiorstw),
- zaakceptowano 2308 wniosków o prywatyzację bezpośrednią (38,45% przekształconych przedsiębiorstw),
- nie wyrażono sprzeciwu wobec 1939 wniosków o likwidację z powodu złej kondycji finansowej w trybie art. 19 ustawy o przedsiębiorstwach państwowych (32,30% przekształconych przedsiębiorstw).

### Formy prywatyzacji

#### Prywatyzacja kapitałowa
Prywatyzacja kapitałowa polega na przekształceniu przedsiębiorstwa państwowego w jednoosobową spółkę skarbu państwa. Sposób ten dotyczy głównie dużych przedsiębiorstw działalności nierolniczej. Mogą brać w niej udział pracownicy, menedżerowie, krajowi i zagraniczni inwestorzy oraz wszyscy kupujący akcje oferowane do publicznej sprzedaży.

#### Prywatyzacja bezpośrednia
Prywatyzacja bezpośrednia jest to sprzedaż przedsiębiorstwa, wniesienie go do powstającej spółki lub oddanie w leasing. Metoda ta stosowana jest w przypadku małych i średnich przedsiębiorstw o złej kondycji.

#### Likwidacja przedsiębiorstw państwowych gospodarki rolnej
Polega na przejęciu ich majątku przez Agencję Własności Rolnej Skarbu Państwa. Celem jest restrukturyzacja i prywatyzacja w trybie sprzedaży, wniesienie do spółki lub oddanie w odpłatne użytkowanie. Budżet państwa w tym przypadku nie osiąga żadnych przychodów.

#### Program Powszechnej Prywatyzacji
Program Powszechnej Prywatyzacji (PPP) – była to prywatyzacja przedsiębiorstw przemysłowych w celu dostosowania ich do zasad gospodarki rynkowej. Realizacja programu polegała na:
- wyborze przedsiębiorstwa
- wyborze metody przetargu
- wyborze członków rad nadzorczych NFI
- druku i dystrybucji świadectw udziałowych
- zamianie świadectw udziałowych na akcje NFI
- dematerializacji świadectw udziałowych
- dopuszczeniu NFI do obrotu publicznego przez Komisję Papierów Wartościowych
- organizacji obrotu papierami wartościowymi wprowadzonymi przez PPP
- uporządkowaniu, uzupełnianiu i bieżącej aktualizacji aktów prawnych i przepisów wykonawczych regulujących procesy prywatyzacji

#### Program Komercjalizacji Przedsiębiorstw Państwowych
Program ten polegał na przekształceniu przedsiębiorstw w jednoosobowe spółki skarbu państwa. Miejsce miały następujące zmiany:
- zmiany prawne – funkcje dotychczasowych organów założycielskich przechodziły na skarb państwa
- ekonomiczne – pobudzenie do prorynkowej restrukturyzacji; odchodzenie od branżowego modelu gospodarki państwowej
- organizacyjne – usprawnienie systemu zarządzania i kontroli w tych jednostkach

#### Program Stabilizacja-Restrukturyzacja-Prywatyzacja
Program Stabilizacja-Restrukturyzacja-Prywatyzacja dotyczy przedsiębiorstw w złej kondycji finansowej. Stabilizacja to wsparcie finansowe przedsiębiorstw; Restrukturyzacja – zmiany zarządzania i finansów. Program ten jest inspirowany przez Europejski Bank Odbudowy i Rozwoju.

#### Prywatyzacja założycielska
Prywatyzacja założycielska jest to tworzenie nowych prywatnych podmiotów gospodarczych. Związana jest głównie z przedsiębiorstwami handlowymi, usługowymi i drobną wytwórczością.

#### Reprywatyzacja
Reprywatyzacja jest to ostatnim elementem procesów przekształcenia struktury własnościowej. Przejście przedsiębiorstw w ręce dawnych właścicieli.